# Amzat Boukari-Yabara
Amzat Boukari-Yabara est un écrivain, historien indépendant et militant franco-béninois. Ses publications portent sur l'histoire contemporaine de l'Afrique et le panafricanisme.

## Biographie
Amzat Boukari-Yabara est né en 1981 à Cotonou, au Bénin, fils d'un père béninois et d'une mère martiniquaise[réf. souhaitée].
Après une maîtrise sur l'histoire du Brésil présentée en 2005 à l'université Paris-Sorbonne, Amzat Boukari-Yabara obtient un master en sciences sociales à l'École des hautes études en sciences sociales (EHESS) en 2007. Il soutient en 2010 un doctorat en histoire et civilisations de l’Afrique à l'EHESS intitulée : Walter Rodney (1942-1980) : itinéraire et mémoire d'un intellectuel africain : les fragments d'une histoire engagée du panafricanisme, sous la direction d'Elikia M'Bokolo.
En 2011-2012, il est post-doctorant au GIERSA, de l’université de Montréal, sur le thème « Les sociétés ouest-africaines et les indépendances. Études visuelles et histoire du temps présent ».

## Thématiques de recherche
Amzat Boukari-Yabara s'inscrit dans le mouvement historique et politique du panafricanisme. Il se définit comme africain et caribéen. Ses thématiques de recherche sont issues de questions personnelles sur son identité afro-descendante.
Il est l'auteur d'ouvrages sur le Nigeria, le Mali, les grands leaders des mouvements révolutionnaires et l'unité africaine. Dans Africa Unite !, il part de la traite transatlantique et la naissance d'un mouvement reliant ceux coupés de leur territoire d'origine, et ceux restés sur le continent,. Il retrace en particulier les grandes figures du panafricanisme, (Kwame Nkrumah, Patrice Lumumba, Julius Nyerere, Thomas Sankara, Martin Luther King, Malcolm X ou Stokely Carmichael), et interroge l'avenir de ce mouvement politique international.

## Publications
- Nigéria, De Boeck, 2013  (ISBN 9782804181451).
- Mali, De Boeck, 2015  (ISBN 978-2804185831).
- Africa Unite ! Une histoire du panafricanisme, La Découverte, « Poche / Essais », 2017  (ISBN 9782707196408).
- Walter Rodney : Un historien engagé, 1942-1980, Présence Africaine, 2018  (ISBN 9782708709560).
- L'Empire qui ne veut pas mourir, Une histoire de la Françafrique, collectif, Seuil, 2021,  (ISBN 978-2021464160).